# Paul Tigges
Paul Tigges (* 16. November 1922 in Fredeburg; † 29. Juli 2006) war ein deutscher Lehrer und Autor.

## Werdegang
Paul Tigges wurde 1922 als Sohn eines Lokomotivführers in Fredeburg, das seit 1975 zur Stadt Schmallenberg gehört, geboren. 1930 zog seine Familie nach Altenhundem, wo Tigges zunächst die Volksschule besuchte, bevor er 1941 in Attendorn sein Abitur ablegte. Unmittelbar nach dem Abitur kam Paul Tigges als Soldat im Zweiten Weltkrieg nach Finnland, Russland und Norwegen, wo er 1945 Kriegsgefangener der Briten wurde.
Nach Kriegsende begann Tigges ein Lehramtsstudium der Fächer Germanistik, Geschichte und Latein für Gymnasien an den Universitäten Marburg und München, 1951 legte er sein Staatsexamen ab.
Nachdem er sein Referendariat in Dortmund und Siegen absolviert hatte, arbeitete Paul Tigges an Gymnasien in Medebach und Lennestadt. 1967 setzte er sich für die Gründung des privaten Gymnasiums Maria Königin ein, das von den Missionaren von der Heiligen Familie in Altenhundem betrieben wird, und war hier von 1967 bis zu seiner Pensionierung 1986 Schulleiter.
Kommunalpolitisch engagierte sich Tigges für die CDU und war sieben Jahre lang Vorsitzender der Kulturgemeinde Hundem-Lenne. Darüber hinaus war er Gründungs- und Vorstandsmitglied der Christine-Koch-Gesellschaft zur Förderung der Literatur im Sauerland.
Seit 1983 betätigte sich Paul Tigges als Buchautor und verfasste neben Lyrikbänden und Romanen mit autobiografischen Elementen Sachbücher, die sich mit der Zeit des Nationalsozialismus befassen.

## Ehrungen
2000 wurde er für seine Forschungen und Veröffentlichungen in diesem Bereich mit dem Bundesverdienstkreuz am Bande ausgezeichnet. Weiterhin ist er Ehrenbürger der Stadt Lennestadt.

## Werke (Auswahl)
- An eine Quintanerin ins Poesiealbum, Fredeburg, Grobbel, 1983
- Jugendjahre unter Hitler. Auf der Suche nach einer verlorenen Zeit. Erinnerungen, Berichte, Dokumente, Iserlohn, Sauerland, 1984
- Gesang der Mosel – Gedichte und Prosa II, Fredeburg, Grobbel, 1987
- Schattenbeschwörung, Fredeburg, Grobbel, 1987
- Die Nonne von Auschwitz. Geschichte der Maria Autsch – Erinnerung an zwölf dunkele Jahre, Iserlohn, Mönnig 1992
- Flucht nach Ägypten, 1994
- Katholische Jugend in den Händen der Gestapo – Widerstand im westfälischen Raum gegen das totalitäre NS-Regime, Paderborn, Bonifatius, 2002